# ميرسيدس مولتو
مارسيدس مولتو كونتريراس (بالإسبانية: Mercedes Moltó Contreras)‏ هي ممثلة مكسيكية ولدت في 21 فبراير 1974 في بنما، وصلت إلى المكسيك منذ ان كانت في السادسة عشر من عمرها وثم بدأت بالعمل في التمثيل، ومن أشهر مسلسلاتها هي صغيرتي الغالية.

## روابط خارجية
- ميرسيدس مولتو على موقع IMDb (الإنجليزية)
- ميرسيدس مولتو على موقع أول موفي (الإنجليزية)
- ميرسيدس مولتو على موقع قاعدة بيانات الفيلم (الإنجليزية)